# La salida del baile de máscaras

La nieve ha caído en el bosque, cuyo manto blanco y solemne crea un singular contraste con los colores y formas [sic] extraños de los dos hombres enmascarados, los cuales, en este hábito burlesco, vienen a representar una escena seria.
Nuova antologia di scienze, lettere, arti: Anno terzo, Volume IX, 1868

La salida del baile de máscaras  (en francés: Suite d'un bal masqué), también conocido con los títulos Duelo después del baile de máscaras  y Duelo entre dos máscaras,  es una pintura al óleo sobre lienzo del pintor francés Jean-Léon Gérôme, realizada en 1857. La obra original se conserva en el Museo Condé de Chantilly. Hay al menos dos copias de este cuadro: una se conserva en el Museo del Hermitage de San Petersburgo  y la otra en el Walters Art Museum de Baltimore.

## Historia

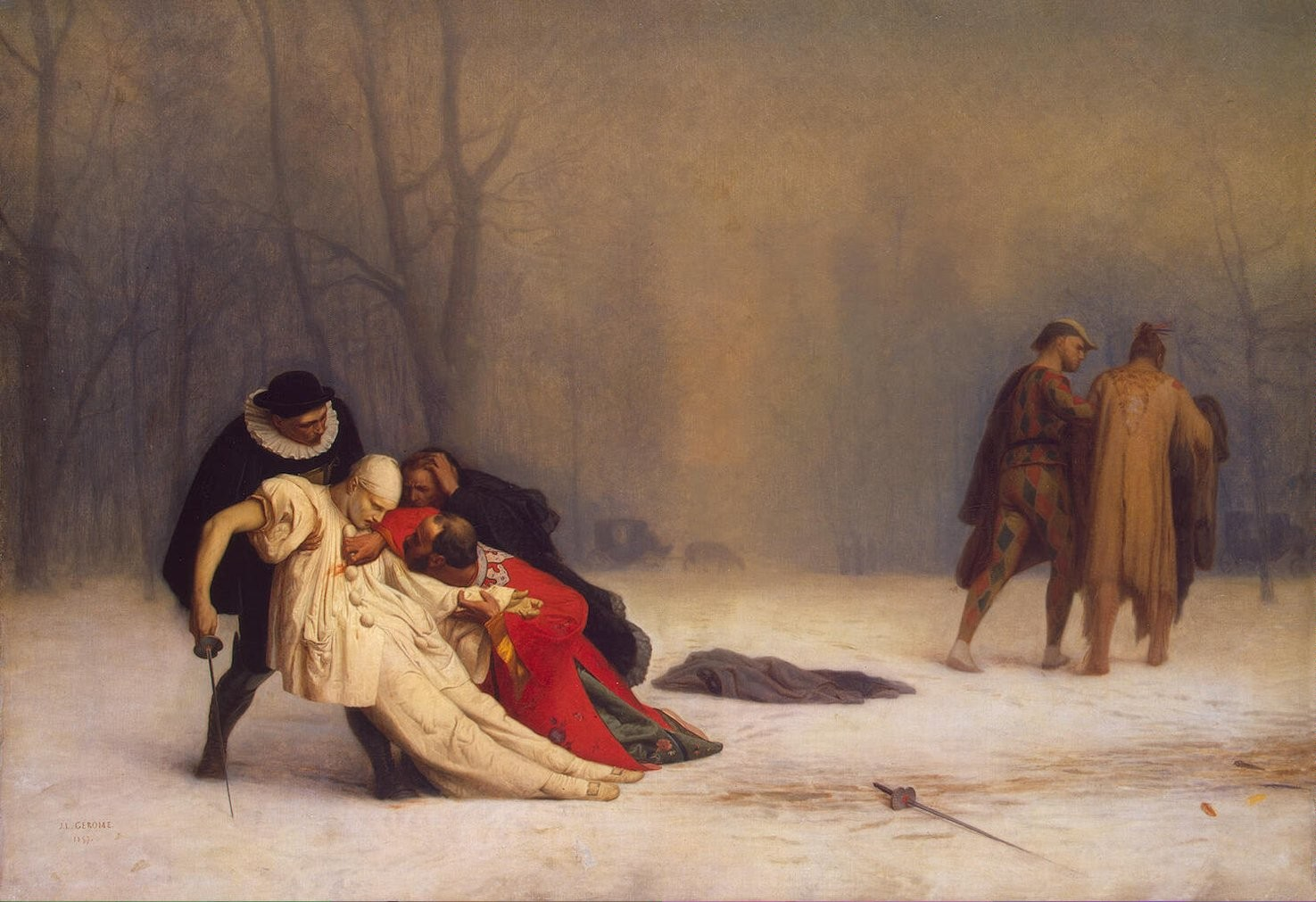
La réplica de San Petersburgo.

En 1857, Gérôme expuso La salida del baile de máscaras dos veces: en el Salón de París y luego en Londres junto al comerciante inglés Gambart. La obra se hizo famosa rápidamente y algunos críticos del Salón comenzaron a especular sobre qué posible incidente había inspirado a Jean-Léon Gérôme a pintarlo (este tema artístico estaba de moda en ese momento, sin embargo, como lo demuestra El duelo después del baile de máscaras de Thomas Couture). En 1858 el cuadro fue adquirido por el duque de Aumale, Enrique de Orleans. El cuadro fue prestado por el duque para ser expuesto en la Exposición Universal de París de 1867, recibiendo el Gran Premio de Pintura. La obra original se exhibe actualmente en el Museo Condé.
En 1859, William Thompson Walters compró una réplica de la obra de Gérôme mismo en la Academia Nacional de Dibujo de Nueva York por 2.500 dólares. Walters pidió al director de la exposición de la Academia de Dibujo de Nueva York una carta de autenticación del propio Gérôme, así como una comparación entre el cuadro original y la copia. Jean-Léon Gérôme realizó otras réplicas del Duelo entre dos máscaras, una de ellas para Mehmed Ali Pasha.
Entre 1909 y 1910 se realizó en Baltimore una encuesta para descubrir las cincuenta obras de arte favoritas de sus ciudadanos: La salida del baile de máscaras ocupó el primer lugar. 

## Descripción

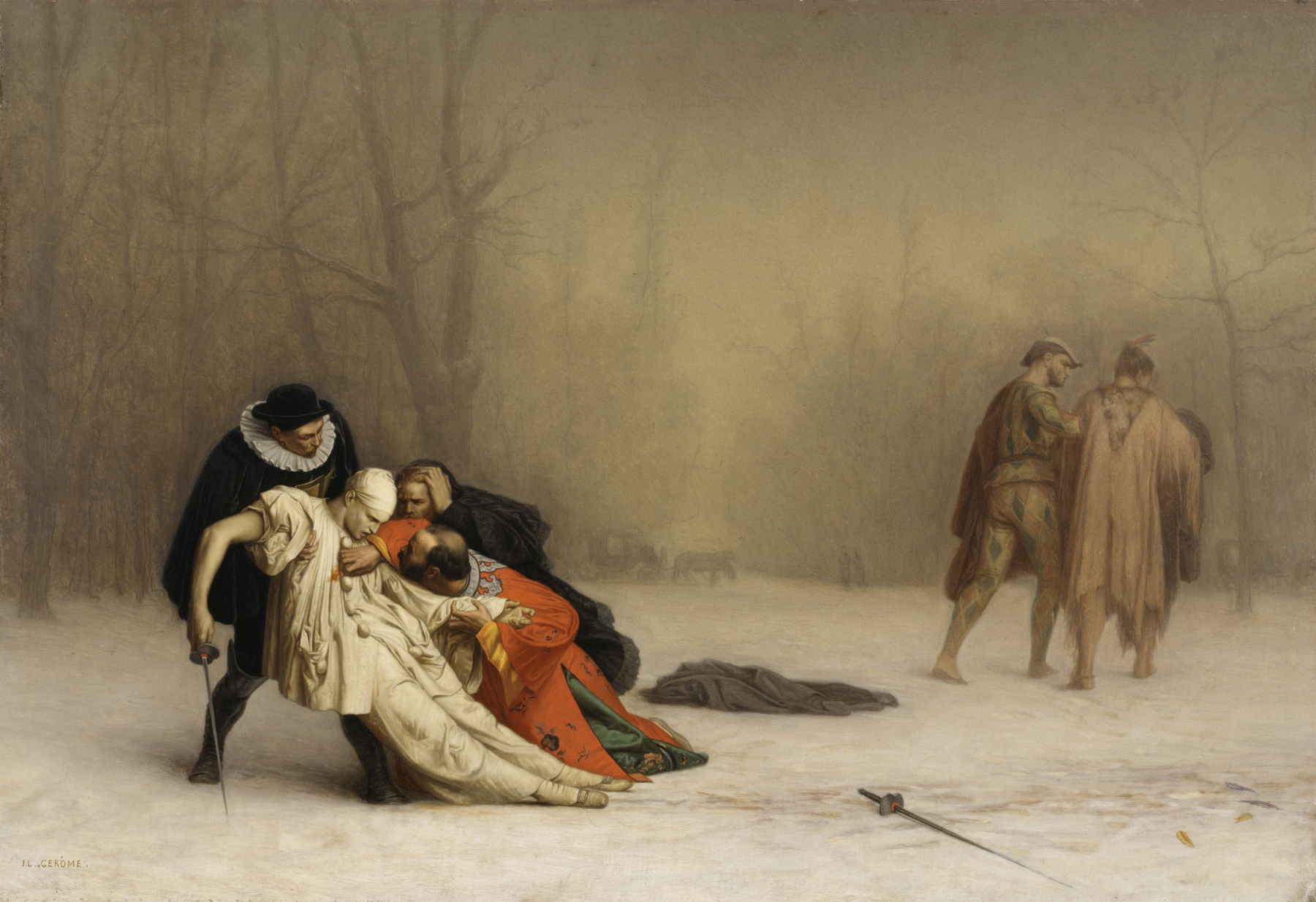
La copia de Baltimore.

Como el Carnaval se celebra en febrero-marzo, la escena se desarrolla en una gris mañana de invierno en el Bois de Boulogne, en París; Los árboles están desnudos y el suelo cubierto de una capa fina de nieve. Un hombre vestido de Pierrot ha sido herido mortalmente en un duelo a espada y aparece desplomado en los brazos de un hombre disfrazado de Enrique de Guisa. Un médico, vestido de dux veneciano, intenta detener la pérdida de sangre, mientras otro amigo ataviado con un dominó negro se lleva las manos a la cabeza en gesto de desesperación.
El ganador del duelo, un hombre vestido de nativo americano, se aleja junto con su padrino, un arlequín, dejando atrás su arma y algunas plumas de su tocado de indio. En la distancia, los carruajes de ambos grupos esperan el regreso de los implicados.
En sus pinturas, Gérôme no representaba el acto violento en sí, sino el momento previo o sus consecuencias inmediatas; De hecho, el duelo no está en curso sino que ya ha terminado. La escena, extraña a primera vista debido a los coloridos e inusuales trajes de los personajes en el brumoso ambiente, resulta dramática en cuanto se nota la sangre de Pierrot.

## En la cultura de masas
Esta pintura inspiró el cortometraje mudo Un duel après le bal, realizado por Pathé en 1902.